# Caracarà andí
El caracarà andí (Phalcoboenus megalopterus) és una espècie d'ocell de la família dels falcònids (Falconidae) que habita zones ermes dels alts Andes, des del Perú, cap al sud, fins al nord-oest de l'Argentina i el centre de Xile. El seu estat de conservació es considera de risc mínim.